# Nuoto alla XXVI Universiade
Le competizioni di nuoto della XXVI Universiade (40 gare in piscina e 2 in acque libere) si sono svolte presso il Universiade Center Aquatic Center e presso la Seven Star Bay di Shenzen, Cina, dal 13 al 19 agosto 2011.

## Podi

### Uomini
| Evento               | Oro                                                                                                  | Perform.   | Argento | Perform.   | Bronzo | Perform.   |
| Stile libero         | |            | |            | |            |
| 50 m                 | Lucio Spadaro                                                                                        | 22"30      | Adam Small                                                                                                  | 22"31      | Shinri Shioura                                                                                            | 22"37      |
| 100 m                | Jimmy Feigen                                                                                         | 49"26      | Norbert Trandafir                                                                                           | 49"41      | Shinri Shioura                                                                                            | 49"50      |
| 200 m                | Matt McLean                                                                                          | 1'47"44    | Clément Lefert                                                                                              | 1'47"78    | Sho Uchida                                                                                                | 1'49"06    |
| 400 m                | David McKeon                                                                                         | 3'48"78    | Michael Klueh                                                                                               | 3'48"84    | Sho Uchida                                                                                                | 3'51"93    |
| 800 m                | Michael Klueh                                                                                        | 7'52"31    | Rocco Potenza                                                                                               | 7'53"45    | Yohsuke Miyamoto                                                                                          | 7'56"29    |
| 1500 m               | Rocco Potenza                                                                                        | 15'00"57   | Yohsuke Miyamoto                                                                                            | 15'04"86   | Serhij Frolov                                                                                             | 15'06"17   |
| Dorso                | |            | |            | |            |
| 50 m                 | Ryōsuke Irie                                                                                         | 25"11      | Guy Barnea                                                                                                  | 25"21      | Sergej Makov                                                                                              | 25"42      |
| 100 m                | Gareth Kean                                                                                          | 54"71      | Juan Miguel Rando                                                                                           | 54"94      | Kurt Bassett Sebastiano Ranfagni                                                                          | 55"21      |
| 200 m                | Ryōsuke Irie                                                                                         | 1'56"01    | Rexford Tullius                                                                                             | 1'58"66    | Gareth Kean                                                                                               | 1'58"74    |
| Rana                 | |            | |            | |            |
| 50 m                 | Glenn Snyders                                                                                        | 27"37      | João Gomes Júnior                                                                                           | 27"60      | Mattia Pesce                                                                                              | 27"80      |
| 100 m                | Giedrius Titenis                                                                                     | 1'00"39    | Glenn Snyders                                                                                               | 1'00"71    | João Gomes Júnior                                                                                         | 1'00"78    |
| 200 m                | Glenn Snyders Giedrius Titenis                                                                       | 2'10"85    | |            | Kazuki Otsuda                                                                                             | 2'10"96    |
| Delfino              | |            | |            | |            |
| 50 m                 | Tim Phillips                                                                                         | 23"51      | Paolo Facchinelli                                                                                           | 23"85      | Masayuki Kishida                                                                                          | 23"93      |
| 100 m                | Tim Phillips                                                                                         | 52"06      | Tom Shields                                                                                                 | 52"62      | Paweł Korzeniowski                                                                                        | 52"96      |
| 200 m                | László Cseh                                                                                          | 1'55"87    | Bobby Bollier                                                                                               | 1'56"06    | Hidemasa Sano                                                                                             | 1'56"81    |
| Misti                | |            | |            | |            |
| 200 m                | László Cseh                                                                                          | 1'57"86    | Yuya Horihata                                                                                               | 1'59"74    | Yuma Kosaka                                                                                               | 1'59"81    |
| 400 m                | László Cseh                                                                                          | 4'12"67    | Yuya Horihata                                                                                               | 4'13"66    | William Harris                                                                                            | 4'15"40    |
| Staffette            | |            | |            | |            |
| 4x100 m stile libero | Stati Uniti Jimmy Feigen (49"27) Tim Phillips (48"96) Kohlton Norys (48"73) Robert Savulich (48"88)  | 3'15"84    | Brasile Marcos Macedo (50"02) Marcelo Chierighini (48"86) Henrique Martins (50"34) Nicolas Oliveira (48"08) | 3'17"30    | Francia Clément Lefert (49"56) Guillaume Strohmeyer (50"14) Joris Hustache (49"48) Lorys Bourelly (49"60) | 3'18"78    |
| 4x200 m stile libero | Stati Uniti Michael Klueh (1'48"79) Dax Hill (1'48"89) Matt Bartlett (1'48"62) Matt McLean (1'47"24) | 7'13"54    | Giappone Sho Sotodate (1'49"14) Yuya Horihata (1'48"08) Yuma Kosaka (1'49"30) Sho Uchida (1'48"14)          | 7'14"66    | Australia David McKeon (1'48"92) Mitchell Dixon (1'49"58) Kristopher Taylor (1'49"76) Nic Frost (1'49"32) | 7'17"58    |
| 4x100 m misti        | Giappone Ryōsuke Irie (53"56) Ryō Tateishi (1'00"04) Masayuki Kishida (52"46) Shinri Shioura (48"96) | 3'35"02    | Stati Uniti Rex Tullius (55"15) George Klein (1'01"17) Tim Phillips (52"55) Jimmy Feigen (49"05)            | 3'37"92    | Nuova Zelanda Gareth Kean (54"24) Glenn Snyders (59"63) Kurt Bassett (54"60) Matthew Stanley (50"28)      | 3'38"75    |
| 4x100 m misti        | Giappone Ryōsuke Irie (53"56) Ryō Tateishi (1'00"04) Masayuki Kishida (52"46) Shinri Shioura (48"96) | 3'35"02    | Stati Uniti Rex Tullius (55"15) George Klein (1'01"17) Tim Phillips (52"55) Jimmy Feigen (49"05)            | 3'37"92    | Italia Sebastiano Ranfagni (55"17) Mattia Pesce (1'01"16) Paolo Facchinelli (53"27) Luca Leonardi (49"15) | 3'38"75    |
| Acque libere         | |            | |            | |            |
| 10 km                | Simone Ruffini                                                                                       | 1h58'00"74 | Kirill Abrosimov                                                                                            | 2h00'03"35 | Yasunari Hirai                                                                                            | 2h00'05"54 |

### Donne
| Evento               | Oro | Perform.   | Argento | Perform.   | Bronzo                                                                                               | Perform.   |
| Stile libero         | |            | |            | |            |
| 50 m                 | Aljaksandra Herasimenja                                                                                  | 24"66      | Dar'ja Stepanjuk                                                                                             | 25"12      | Cate Campbell                                                                                        | 25"17      |
| 100 m                | Tang Yi                                                                                                  | 54"24      | Dar'ja Stepanjuk                                                                                             | 55"32      | Megan Romano                                                                                         | 55"38      |
| 200 m                | Melania Costa                                                                                            | 1'57"98    | Lauren Boyle                                                                                                 | 1'59"19    | Karlee Bispo                                                                                         | 1'59"31    |
| 400 m                | Lauren Boyle                                                                                             | 4'07"78    | Melania Costa                                                                                                | 4'07"97    | Stephanie Peacock                                                                                    | 4'10"25    |
| 800 m                | Lauren Boyle                                                                                             | 8'26"30    | Haley Anderson                                                                                               | 8'27"11    | Melania Costa                                                                                        | 8'33"66    |
| 1500 m               | Haley Anderson                                                                                           | 16'21"72   | Melania Costa                                                                                                | 16'21"79   | Lauren Boyle                                                                                         | 16'26"37   |
| Dorso                | |            | |            | |            |
| 50 m                 | Jenny Connolly                                                                                           | 27"92      | Aljaksandra Herasimenja                                                                                      | 27"93      | Grace Loh                                                                                            | 28"37      |
| 100 m                | Shiho Sakai                                                                                              | 1'00"28    | Jenny Connolly                                                                                               | 1'00"50    | Aljaksandra Herasimenja                                                                              | 1'00"91    |
| 200 m                | Shiho Sakai                                                                                              | 2'09"75    | Hilary Caldwell                                                                                              | 2'11"12    | Duane Da Rocha                                                                                       | 2'11"24    |
| Rana                 | |            | |            | |            |
| 50 m                 | Annie Chandler                                                                                           | 31"13      | Tera van Beilen                                                                                              | 31"45      | Valentina Artem'eva                                                                                  | 31"74      |
| 100 m                | Sun Ye                                                                                                   | 1'07"53    | Tera van Beilen                                                                                              | 1'08"24    | Satomi Suzuki                                                                                        | 1'08"45    |
| 200 m                | Sun Ye                                                                                                   | 2'24"63    | Andrea Kropp                                                                                                 | 2'26"18    | Satomi Suzuki                                                                                        | 2'26"67    |
| Delfino              | |            | |            | |            |
| 50 m                 | Lu Ying                                                                                                  | 25"98      | Marieke Guehrer                                                                                              | 26"24      | Alice Mills                                                                                          | 26"53      |
| 100 m                | Lu Ying                                                                                                  | 57.86      | Tomoko Fukuda                                                                                                | 59"08      | Alice Mills                                                                                          | 59"11      |
| 200 m                | Jessica Dickson)                                                                                         | 2'08"91    | Natsumi Joshi                                                                                                | 2'08"94    | Choi Hye-Ra                                                                                          | 2'09"35    |
| Misti                | |            | |            | |            |
| 200 m                | Izumi Katō                                                                                               | 2'13"52    | Choi Hye-Ra                                                                                                  | 2'14"17    | Liu Jing                                                                                             | 2'14"3     |
| 400 m                | Maya DiRado                                                                                              | 4'40"79    | Miho Takahashi                                                                                               | 4'42".28   | Jördis Steinegger                                                                                    | 4'43"30    |
| Staffette            | |            | |            | |            |
| 4x100 m stile libero | Australia Cate Campbell (55"26) Alice Mills (55"35) Jessica Morrison (55"82) Marieke Guehrer (53"60)     | 3'40"03    | Stati Uniti Kate Dwelley (55"22) Felicia Lee (55"22) Shannon Vreeland (55"46) Megan Romano (54"13)           | 3'40"19    | Cina Zhu Qianwei (55"31) Lu Ying (55"94) Liu Jing (55"67) Tang Yi (53"37)                            | 3'40"29    |
| 4x200 m stile libero | Stati Uniti Karlee Bispo (2'00"19) Chelsea Nauta (1'58"66) Kate Dwelley (1'58"76) Megan Romano (1'57"41) | 7'55"02    | Nuova Zelanda Natasha Hind (2'00"57) Melissa Ingram (2'00"56) Amaka Gessler (1'59"87) Lauren Boyle (1'58"60) | 7'59"60    | Cina Tang Yi (1'58"17) Zhu Qianwei (1'57"88) Liu Jing (2'00"88) Lu Ying (2'02"69)                    | 7'59"62    |
| 4x100 m misti        | Cina Gao Chang (1'01"59) Sun Ye (1'06"81) Lu Ying (57"52) Tang Yi (53"23)                                | 3'59"15    | Stati Uniti Jenny Connolly (1'00"21) Annie Chandler (1'07"40) Lyndsay DePaul (58"84) Megan Romano (53"70)    | 4'00"15    | Giappone Shiho Sakai (1'00"41) Satomi Suzuki (1'07"38) Tomoyo Fukuda (58"92) Yayoi Matsumoto (54"27) | 4'00"98    |
| Acque libere         | |            | |            | |            |
| 10 km                | Rachele Bruni                                                                                            | 2h06'49"31 | Nadine Reichert                                                                                              | 2h07'29"21 | Alice Franco                                                                                         | 2h08'42"77 |

## Medagliere
| Posizione | Paese         |    |    |    |     |
| --------- | ------------- | -- | -- | -- | --- |
| 1         | Stati Uniti   | 12 | 11 | 4  | 27  |
| 2         | Giappone      | 6  | 7  | 13 | 26  |
| 3         | Cina          | 6  | 0  | 3  | 9   |
| 4         | Nuova Zelanda | 5  | 3  | 4  | 12  |
| 5         | Italia        | 4  | 2  | 4  | 10  |
| 6         | Ungheria      | 3  | 0  | 0  | 3   |
| 7         | Australia     | 2  | 1  | 5  | 8   |
| 8         | Lituania      | 2  | 0  | 0  | 2   |
| 9         | Spagna        | 1  | 3  | 2  | 6   |
| 10        | Bielorussia   | 1  | 1  | 1  | 3   |
| 11        | Gran Bretagna | 1  | 0  | 0  | 1   |
| 12        | Canada        | 0  | 3  | 0  | 3   |
| 13        | Brasile       | 0  | 2  | 1  | 3   |
| 13        | Ucraina       | 0  | 2  | 1  | 3   |
| 15        | Russia        | 0  | 1  | 2  | 3   |
| 16        | Corea del Sud | 0  | 1  | 1  | 2   |
| 16        | Francia       | 0  | 1  | 1  | 2   |
| 18        | Germania      | 0  | 1  | 0  | 1   |
| 18        | Israele       | 0  | 1  | 0  | 1   |
| 18        | Romania       | 0  | 1  | 0  | 1   |
| 21        | Austria       | 0  | 0  | 1  | 1   |
| 21        | Polonia       | 0  | 0  | 1  | 1   |
| Totale    | Totale        | 43 | 41 | 44 | 128 |